# Чарново (Любуське воєводство)
Чарново (пол. Czarnowo) — село в Польщі, у гміні Кросно-Оджанське Кросненського повіту Любуського воєводства.
Населення — 459 осіб (2011).
У 1975-1998 роках село належало до Зеленогурського воєводства.

## Демографія
Демографічна структура станом на 31 березня 2011 року:
|          | Загалом | Допрацездатний вік | Працездатний вік | Постпрацездатний вік |
| -------- | ------- | ------------------ | ---------------- | -------------------- |
| Чоловіки | 236     | 52                 | 166              | 18                   |
| Жінки    | 223     | 40                 | 130              | 53                   |
| Разом    | 459     | 92                 | 296              | 71                   |